# Алексєєвка (Україна)
Алексє́євка (до 1948 року — Сартана́; крим. Sartana) — село в Україні, у Білогірському районі Автономної Республіки Крим. Підпорядковане Криничненській сільській раді. Населення — 303 особи за результатами перепису 2001 року.

## Географія
Село Алексєєвка знаходиться на півдні району, біля підніжжя північного схилу Головного пасма Кримських гір. Село лежить у балці, на правому березі долини річки Сартана, правій притоці Тана-Су (Басейн Біюк-Карасу). Висота над рівнем моря — 434 м. Сусідні села: Голованівка — за 2,5 км нижче по долині і Красноселівка — 2,5 км на північний захід (або близько 4 км гірськими стежками). Алексєєвка лежить за 4 км від шосе Привітне — Білогірськ, за 11,5 км від Білогірська, найближча залізнична станція — Сімферополь, понад 60 км.

## Історія
Сартана — село, як і більшість кримських гірських послений, древнє. Є інформація, про село Sartana, або Sancti Erign, що згадуються в італійських документах кінця XIV століття, як володіння генуезького Солдайского консульства. Після захоплення в 1475 році генуезьких колоній Османами їхні землі включили в Судакський кадилик Кефінського еялета імперії. В цей час згадується село в Джізйе Дефтера Лива-і Кефе (Османських податкових відомостях) 1652 року, де перераховані кілька десятків імен і прізвищ платників податків-християн.
Кримському ханству село офіційно належало всього 9 років: від здобуття ханством незалежності в 1774 році до анексії Криму Російською імперією в 1783 році.

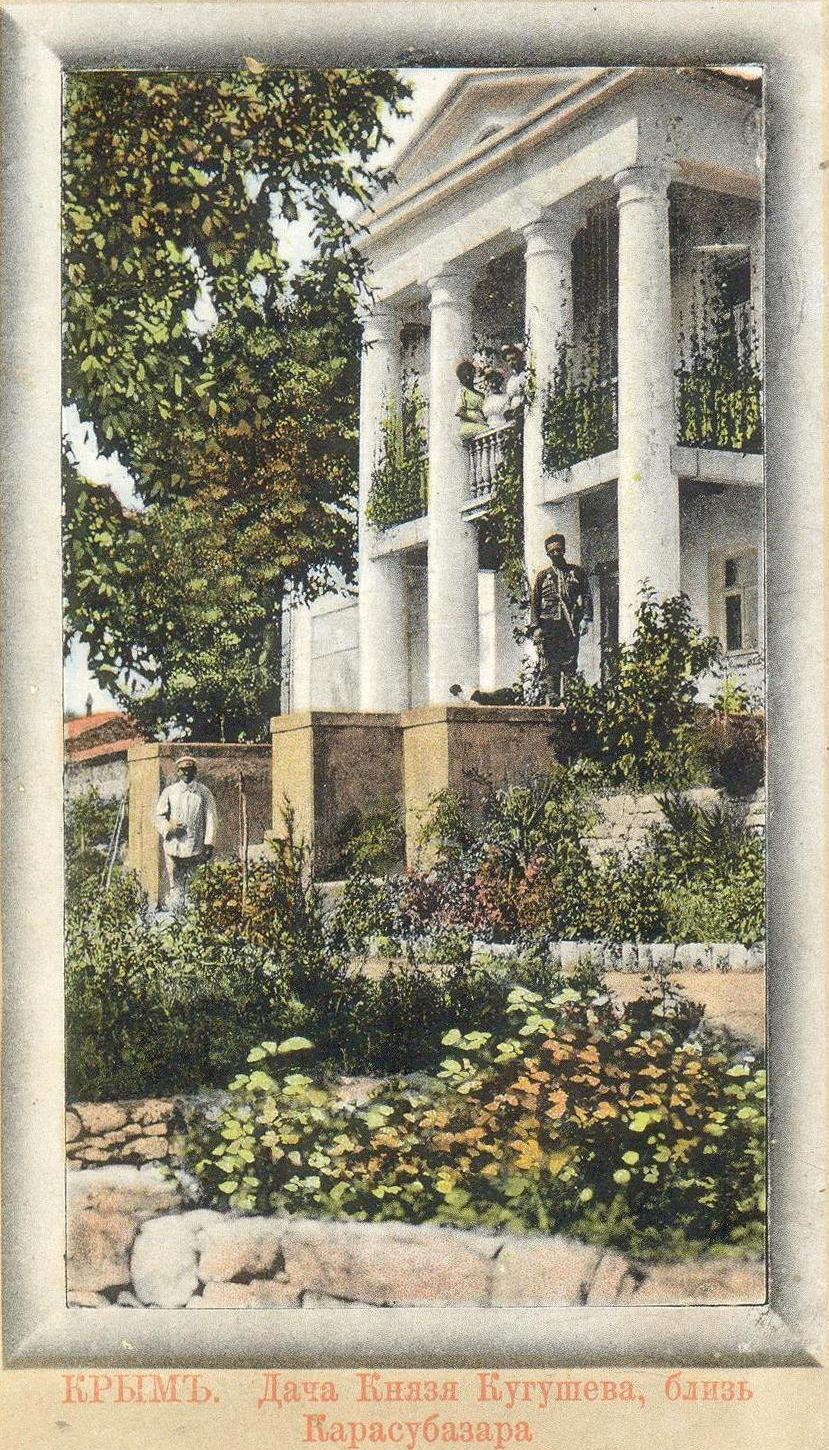
Дореволюційна листівка з видом маєтку князя Кугушева

До XVIII століття Сартана — велике гірське село, населене кримськими греками — румеями. Документів, що містять відомості про Сартану в період Кримського ханства поки не знайдено, тільки в «Відомостях про виведених з Криму в Приазов'я християн» О. В. Суворова від 18 вересня 1778 року, складеної вже після оголошення незалежності ханства від Османської імперії в 1774 року, є запис про виведених з Сартани 743 греках (374 чоловіків та 369 жінок). Біля Маріуполя переселенці заснували нове село зі старою назвою — Сартана. Кримське село після виселення спорожніло і в Камеральному Описі Криму 1784 року записано, що в селі Саритан, всі будинки розорені, скілки ж їх було невідомо. Нема села в Відомостях про кулькість селищ … знаходяться в Феодосійскому повіті …  1805 року, а на військово-топографічній карті 1817 року Сартана позначена як разорена.
Мабуть, у першій половині XIX століття, після 1829 року (у «Відомості про казенні волості Таврійської губернії» від 31 серпня 1829 ще не значиться), у подарованій йому садибі підполковник Дашков почав завозити переселенців з Росії. Вже на карті 1842 року село, як Сартана на землях Кокташської волості Феодосійського повіту, позначена умовним знаком «мале село», тобто, менше 5 дворів
В 1860-х роках, після земської реформи Олександра II, поселення приписали до Салинської волості. В «Списку населених місць Таврійської губернії за відомостями 1864 року», складеному за результатами VIII ревізії 1864 року, Сартана — село з 20 дворами, 152 жителями і фабрикою солом'яних виробів (на карті 1865–1876 року в селі Сартана позначено 27 дворів). В «Пам'ятній книзі Таврійської губернії 1889р» за результатами Х ревізії 1887 року записана як Сартани з 41 двором і 244 жителями. З кінця XIX століття маєтком володів князь Кугушев, який побудував великий двоповерховий будинок, що зберігся до наших днів. На військово-топографічній карті 1892 року в Саритані позначені 60 дворів і панський двір.
За Радянської влади, у результаті адміністративних реформ початку 1920-х років, до 1922 року була скасована волосна система і, згідно Списку населених пунктів Кримської АРСР за даними Всесоюзного перепису 17 грудня 1926 року Сартана входила до складу Султан-Сарайської сільради Карасубазарського району.
Указом Президії Верховної Ради РРФСР від 18 травня 1948 року, Сартану перейменували в Алексєєвку.